# سایپا آریو
سایپا آریو (زوتی زد۳۰۰) در کلاس خودروهای سدان سایز بزرگ می‌باشد. گروه خودروسازی سایپا این خودرو را از سال ۱۳۹۳ تا ۱۳۹۹ شمسی در سایت سایپا ساوه (بُن رو) به تولید رساند.
این خودرو در مه ۲۰۱۲ با قیمت ۶۲٬۹۰۰ تا ۶۹٬۹۰۰ یوان به بازار چین عرضه شد.
یکی از ویژگی‌های این خودرو فاصله محوری ۲۷۰۰ میلی‌متری است که بسیار خودرو بزرگ و جاداری محسوب می‌شود؛ و همچنین صندلی‌های ردیف عقب این خودرو تا شونده است و می‌توانید فضای صندوق عقب را افزایش دهید.
تولید این خودرو در ایران از اواخر تیر ماه ۱۳۹۹ به دلیل تحریم‌های آمریکا علیه ایران، مشکلات واردات قطعات خودرو و ورشکستگی شرکت مادر متوقف شد.

## طراحی
شرکت خودروسازی زوتی آتو چین زوتی زد۳۰۰ را با خریداری خط تولیدتویوتا آلیون ۲۰۰۸ در سال ۲۰۱۲ میلادی عرضه کرده‌است.
- نمای جلو
- نمای عقب

## ویژگی‌های فنی
موتور این خودرو ساخت کمپانی میتسوبیشی ژاپن و گیربکس آن ساخت کمپانی powertech کره جنوبی است، این موتور ۱۶۰۰cc قادر است 112 اسب بخار قدرت و همچنین ۱۵۱ نیوتون متر گشتاور تولید می‌کند. البته این خودرو در دو نوع موتور عرضه می‌شود. موتور دوم ۱۵۰۰cc است که 100 اسب بخار قدرت و ۱۴۷ نیوتن متر گشتاور را تولید می‌کند. هر دو موتور دارای فناوری میتسوبیشی هستند. وزن این خودرو حدود ۱۲۷۵ کیلوگرم است که طراحی آن از روی خودروی آلیون تویوتا انجام گرفته و در دو نوع گیربکس عرضه می‌شود گیربکس ۴ سرعته اتوماتیک تیپ ترونیک و ۵ سرعته دستی که گیربکس دستی ساخت شرکت هیوندای کره و اتوماتیک ساخت powertech کره جنوبی است. زد۳۰۰ قدرت را به چرخ‌های جلو منتقل می‌کند و موتور آن دارای تکنولوژی vvt و از موتورهای کم مصرف است.
در نمونه اتوماتیک شتاب ۰ تا ۱۰۰ کیلومتر این خودرو حدود ۱۲٫۵ ثانیه است ولی در نمونه دنده‌ای حدود ۱۰ ثانیه است. مصرف سوخت ترکیبی آریو ۷٫۱۸ لیتر به ازای هر صد کیلومتر است. این خودرو ۴ ستارهٔ کیفی در ایران و ۵ ستارهٔ ایمنی مؤسسه ایمنی کشور چین را دارد.

### تجهیزات ایمنی و رفاهی
این خودرو دارای دو ایربگ، ترمز ABS و EBD و سیستم ضد سرقت ایموبلایزر است. امکانات رفاهی آن شامل سیستم تهویه مطبوع، رایانه سفری و سنسور پارک دنده عقب است.

## فیس‌لیفت ۲۰۱۴
این خودرو در طول تولیدش در سال ۲۰۱۴ یک‌بار فیس‌لیفت شد که ظاهر این خودرو دچار تغییراتی شد. نسخهٔ فیس‌لیفت شده این خودرو از سال ۲۰۱۴ تا ۲۰۲۰ در چین تولید می‌شود. نسخهٔ فیس‌لیفت زوتی زد۳۰۰ با نام زوتی زد۳۶۰ عرضه می‌شود.
- نمای جلو
- نمای عقب